# ファルナケス (将軍)
ファルナケス（希：Φαρνάκης、ラテン文字転記：Pharnaces、? - 紀元前334年）は、アケメネス朝ペルシアの将軍である。
ファルナケスはペルシア王ダレイオス3世の妻の兄弟にあたる人物である。紀元前334年にマケドニア王アレクサンドロス3世が小アジアに侵攻してきた時、ファルナケスは他の将軍、小アジアの太守たちと共にグラニコス川でマケドニア軍を迎え撃った。この戦いでペルシア軍は敗れ、ファルナケスを含む多くの将官が戦死した。

## 註
1. ↑  アッリアノス, I. 16
2. ↑  ディオドロス, XVII. 21